# Pierre Parat

Santuario della Madonna delle Lacrime (1957)

Tours Société Générale (1995)

Pierre Parat (* 16. April 1928 in Versailles; † 8. Oktober 2019 in Paris) war ein französischer Architekt.
Er verbrachte seine Jugend in Peru, wo sein Stiefvater als General stationiert war, besuchte die École polytechnique in Lima und kam 1946 nach Paris zurück, um sich auf das Studium an der École des Beaux-Arts vorzubereiten. 1957 gründete er mit Michel Andrault die Agentur ANPAR.
Pierre Parat wurde 1985 gemeinsam mit Michel Andrault mit dem französischen Grand prix national de l’architecture ausgezeichnet.

## Bauten
- 1957: Santuario della Madonna delle Lacrime, Syrakus (vollendet 1994)
- 1972 – 1973: Centre Pierre-Mendès-France in Paris (13. Arrdt.)
- 1974 – 1978: Pyramides du Lac in Villeneuve d’Ascq
- 1978: Tour Totem (Höhe 98 m) in Paris-Front-de-Seine (15. Arrdt.)
- 1983: Palais Omnisports de Paris-Bercy (POPB) in Paris-Bercy (12. Arrdt.) (in Zusammenarbeit mit Jean Prouvé). Multizweck-Sporthalle
- 1988: Centre des Nouvelles Industries et Technologies (CNIT), früher Centre National des Industries et Techniques (CNIT) in La Défense (Puteaux) bei Paris. Umbau der bestehenden Messehalle von Robert Camelot, Jean de Mailly und Bernard Zehrfuss
- 1990: Tour Séquoia (Höhe 119 m) in La Défense (Courbevoie) bei Paris
- 1995: Tours Société Générale (Höhe 167 m) in La Défense (Puteaux) bei Paris